# Mats Persson Stadig

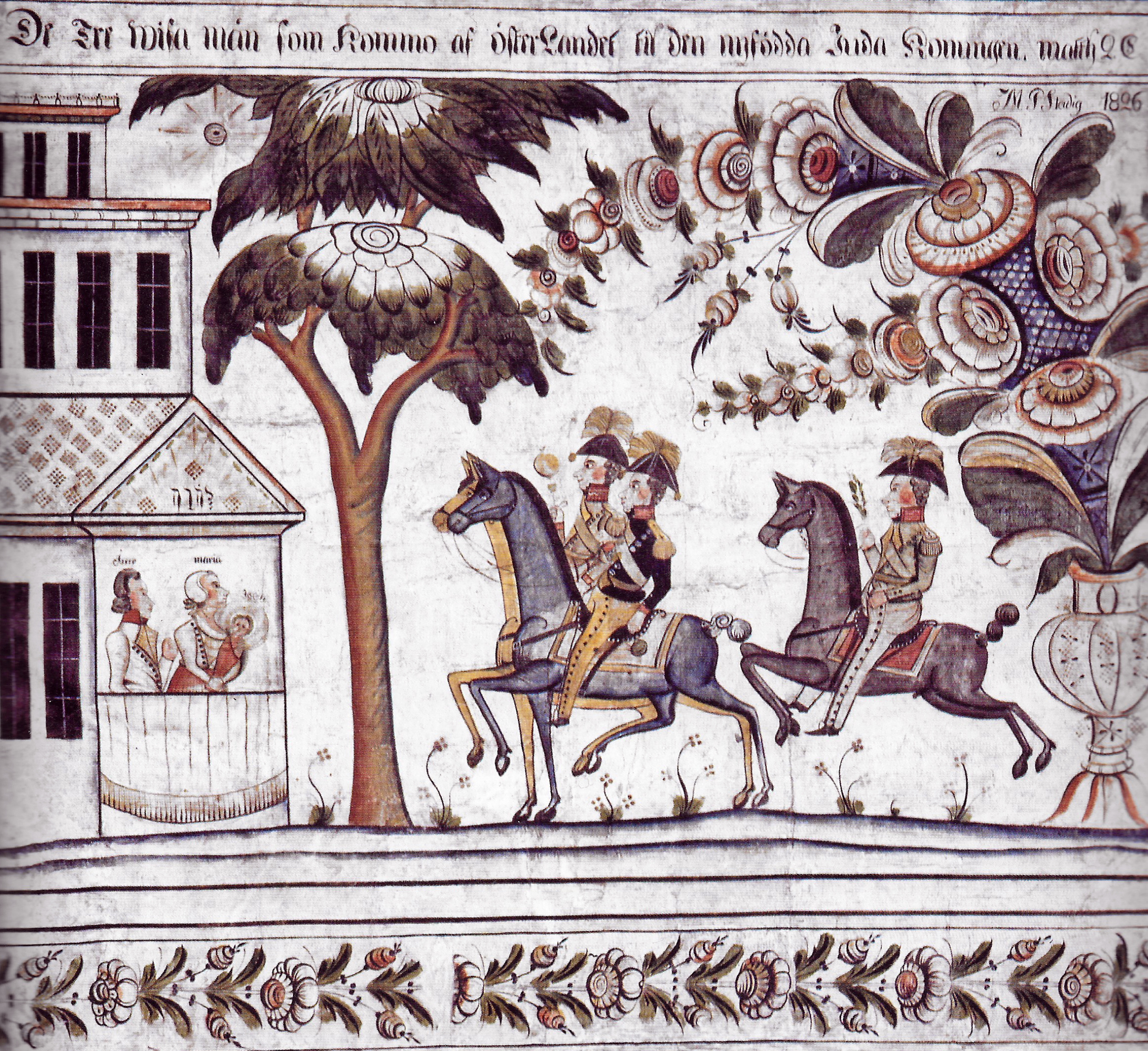
Målning av Mats Persson Stadig, föreställande de tre vise männen.

Mats Persson Stadig, född 23 september 1786, död 8 mars 1862, var en svensk dalmålare från Björsberg i Bjursås socken.

## Biografi
Mats Persson Stadig var son till Per Matsson och Margareta Jonsdotter och var äldst i en syskonskara på fem barn. Familjen omtalades med gårdsnamnet Finn. 1815 gifte sig Stadig med Karin Matsdotter. När han var hemma bodde han tillsammans med sin fru i Djekenstugan i Andersbo. 1818 byggde han sin egen stuga på Larsesgården i Attjerbo (som nu är flyttad till hembygdsgården på Dössberget i Bjursås och kallas för Stadig-stugan). Stugan dekorerades av Mats själv. 1819 föddes hans och hustrun Karins enda barn, som emellertid snart dog. 1835 flyttade han och hustrun tillbaka till Djekenstugan. Karin dog 1853 och året därpå gifte han om sig med Brita Andersdotter. Mats Persson Stadig dog 1862.

## Soldat och arbetskommenderingar
1808 sattes lantvärnet upp som en förstärkning av armén och Mats Persson blev uttagen. 1810 blev han indelt soldat i roten Stadig i Rättviks kompani och börjar då använda det namnet. Han beskrivs vid tillfället som 170 cm lång, ogift, mörkhårig och verksam som målare. Som indelt soldat kom Stadig att delta i en mängd arbetskommenderingar. På grund av det och genom en del bevarade brev från arbetena är han relativt väl dokumenterad under den perioden. 1811–1812 deltog han i en kommendering vid Karlstens fästning i Marstrand, varifrån det finns bevarade teckningar gjorda av honom. Därefter fortsatte kommenderingen vid arbetet på Göta kanal. Även 1813 arbetade han vid Göta kanal. 1813–1814 deltog han i förberedelserna inför och i fälttåget mot Norge. 1817 var han tillbaka vid arbete på Göta kanal, och även 1821. 1824 deltog han i arbetet med Gråda kanal i Gagnef. Därefter tog Stadig avsked ur det militära, 38 år gammal. Som orsak angav han att han inte hade varit hemma på 15 sommar. Därmed erhöll han ingen pension eftersom han inte tjänat tillräckligt länge.

## Måleri
Mats Persson Stadigs första signerade dalmålning är daterad 1804. Han var lärjunge till Erik Danielsson (1776–1838), en dalmålare från Limbo i Bjursås. Tillsammans målade de 1810 en kammare i Backhansgården i Svärdsjö och Andersesgården i Toftbyn. 1815 målade Stadig tillsammans med Erik Danielsson i Björsgården i Linghed (och signerade från och med då med namnet Stadig). Under perioden som indelt soldat fortsatte han att arbeta som målare när han inte var ute på arbetskommenderingar.
Efter att Mats Persson Stadig lämnat militären kom han att koncentrera sig mer på sitt arbete som målare. Ett 70-tal dalmålningar är kända och han verkar då endast ha målat i sin hembygd. Han var även möbelmålare och målade många skåp och framför allt kistor, ofta med ådringsmålning på röd bakgrund. Han utförde även vanligt byggnadsmåleri. I hans dalmålningar är klädedräkterna ofta kopierade från samtida modetidskrifter. En del motiv är hämtade ifrån Heinrich Müllers Himmelska kärleks kyss som Stadig ägde ett exemplar av. Mycket av det som fanns i Stadigs hem vid hans död blev bevarat och finns numera på Dalarnas museum, bland annat målarutrustning, antecknings- och receptböcker, schabloner och stämplar.